# نوو روژنوو
نوو روژنوو (به لاتین: Nowy Rożnów) یک روستا در لهستان است که در گمینا گووبچتسه واقع شده‌است.